# Kościół Matki Bożej Częstochowskiej w Bolewicach
Kościół Matki Bożej Częstochowskiej w Bolewicach – katolicki kościół filialny zlokalizowany we wsi Bolewice w gminie Pełczyce, w powiecie choszczeńskim (województwo zachodniopomorskie). Należy do parafii Narodzenia Najświętszej Maryi Panny w Pełczycach.

## Historia i architektura
Kościół został wzniesiony w XV wieku jako orientowana budowla salowa na planie prostokąta, w swojej najstarszej części murowana z ciosów kamiennych. W XIX wieku został gruntownie przebudowany i nadmurowany cegłą, z której wykonano fryz dookolny w części nawowej, nowe szczyty oraz znajdującą się od zachodu czworoboczną wieżę, krytą czteropołaciowym dachem ze sterczyną.
Wnętrze kościoła nakrywa drewniany, belkowany strop, pokryty malowidłem. Ściany wewnętrzne obiega dookolny fryz arkadowy. Nad wejściem umieszczona jest empora. Ścianę w prezbiterium w górnej i dolnej części ozdabiają wykonane w latach 1922–1928 malowidła ścienne. Ołtarz, pochodzący z 1676 roku, był pierwotnie ołtarzem ambonowym. Obecnie wstawiony jest w nim obraz Matki Bożej Częstochowskiej. Zachowała się płaskorzeźba z wizerunkiem Ewangelisty z 2. połowy XVI wieku.
Po II wojnie światowej kościół został konsekrowany jako świątynia katolicka w dniu 25 sierpnia 1946 roku przez ks. Franciszka Łojka.